# 杜審肇
杜審肇（903年—974年），定州安喜县（今河北省定州市）人，北宋政治人物。

## 生平
宋太祖、宋太宗的舅舅，杜審進之兄，杜審琦、昭宪太后的弟弟。建隆三年（962年），授左武卫上将军，检校左仆射致仕，赐宅于京师。乾德元年（963年）领潍州刺史。开宝二年（969年）改为左卫上将军。开宝三年（970年），为右骁卫上将军，知澶州，命司封郎中姚恕通判州事。后来黄河决口，数州百姓民田遭遇水害。宋太祖怒其不即时奏闻，姚恕弃市，杜审肇免官归家。随即复旧官，令致仕。开宝七年（974年）卒。赠太保、昭信军节度使，谥号温肃。景德三年（1006年）赠太傅。